# Isidre Pons Torras
Isidre Pons Torras (Esparreguera, segle xix - Reus, 1944) va ser un empresari i polític català.
Establert a Reus cap el 1915, va obrir una fàbrica de gorres i boines al carrer de Monterols, amb el nom de "Manufactura de Gorras Isidro Pons". Vinculat als sectors conservadors de la ciutat, era membre destacat del Partit Possibilista reusenc i va ser regidor a l'ajuntament diverses vegades. Va ser alcalde el 1920, quan va dimitir Lluís Rojo, però va renunciar al cap de poc temps i va pujar a l'alcaldia el mateix 1920 l'empresari Manuel Sardà. El 1930 va ser primer tinent d'alcalde en l'efímer mandat de Tomàs Pinyol. El 1935 va fer societat amb un altre industrial reusenc, també fabricant de gorres, anomenat Pallerols, fundant les "Manufacturas Pallerols i Pons" que es van dedicar a l'exportació de roba confeccionada als països del Magrib. Isidre Pons va morir a Reus el 1944.